# Pavlohrad
Pavlohrad (în ucraineană Павлоград) este oraș regional în regiunea Dnipropetrovsk, Ucraina. Deși subordonat direct regiunii, orașul este și reședința raionului Pavlohrad. 

## Demografie
Componența lingvistică a orașului Pavlohrad
     Ucraineană (59,23%)
     Rusă (39,82%)
     Alte limbi (0,54%)
Conform recensământului din 2001, majoritatea populației orașului Pavlohrad era vorbitoare de ucraineană (59,23%), existând în minoritate și vorbitori de rusă (39,82%).

## Orașe înfrățite
- Lubsko, Polonia
- San Sebastián, Spania